# Västergötlands runinskrifter 97
Västergötlands runinskrifter 97 är en försvunnen medeltida runristning på en kistformig gravhäll som funnits på Södra Kyrketorps kyrkogård, Södra Kyrketorps socken och Falköpings kommun. Stenens mått är 1,70 meter gånger bredd 0,75 meter.

## Inskriften
Translitterering av runraden:
[bæroþer : læt : gæra : sten : þænnæ : a͡(l) : ¶ : þʀrhils : nu : biþær : han : þæs : bat¶ærnostær : þʀrhils : gerora : son : ok ¶ sʀstur:son : bærroþors : {BENE ES}]
Normalisering till äldre fornsvenska:
Broðiʀ let gæra stæin þenna at Þorgisl. Nu biðr hann þess/les paternoster Þorgisl Gæiʀvaraʀ(?) sun ok systursun Broðurs. {Bene es.}
Översättning till nusvenska:
Broder lät göra denna sten åt Tyrgils. Nu beder han detta/läs Pater noster / Fader vår (för) Tyrgils, Gervors son och Broders systerson. Du har det gott. {Bene es.}